# Tino Hillebrand
Tino Hillebrand (* 13. November 1989 in Berlin) ist ein deutscher Schauspieler und Synchronsprecher.

## Leben
Als Sprecher synchronisiert er seit 2002 Max Morrow (als Benjy Fleming) in der Fernsehserie „Monk“. In dem Spielfilm „Im Dutzend billiger“ und dem zweiten Teil „Im Dutzend billiger 2 – Zwei Väter drehen durch“ sprach er die Stimme von Jacob Smith (als Jake Baker).
Im Jahr 2000 begann Tino seine Karriere als Schauspieler. Neben verschiedenen Rollen im Jugendclub des Hans-Otto-Theaters war er in Busfahrt als „Tino“ sowie 2004 in Der verzauberte Otter zu sehen. In dem im Jahr 2006 ausgestrahltem Film „Am Ende des Schweigens“ war er als Marc Morgan zu sehen.
Bis 2014 studierte er am Max Reinhardt Seminar in Wien und seit September 2013 ist er Ensemblemitglied am Wiener Burgtheater.

## Filmografie (Auswahl)
als Synchronsprecher
- 2002–2009: Monk (Serie) – für Max Morrow und Kane Ritchotte … als Benjy Fleming (2. Synchronisation)
- 2003: Im Dutzend billiger (Cheaper by the Dozen) – für Jacob Smith … als Jake Baker
- 2003: Honey – für Lil’ Romeo … als Benny
- 2004: Troja (Troy) – für Jacob Smith … als Botenjunge
- 2004: Mysterious Skin – Unter die Haut (Mysterious Skin) – für Brady Corbet … als Brian
- 2004: Butterfly Effect (The Butterfly Effect) – für Jesse James … als junger Tommy Miller
- 2004: 30 über Nacht (13 Going on 30) – für Sean Marquette … als junger Matt
- 2005: Im Dutzend billiger 2 – Zwei Väter drehen durch (Cheaper by the Dozen 2) – für Jacob Smith … als Jake Baker
- 2005–2009: My Name Is Earl (Serie) – für Brandon Haas … als Tommy
- 2005: Sky High – Diese Highschool hebt ab! (Sky High) – für Jay Daniels … als Ethan
- 2006: Astronaut Farmer (The Astronaut Farmer) – für Max Thieriot … als Shepard Farmer
- 2006–2011: Big Love (Serie) – für Douglas Smith … als Ben Henrickson
- 2007: Die Zeit ohne Grace (Grace Is Gone) – für Zachary Gray … als Junge am Pool
- 2007: Halloween – für Daryl Sabara … als Wesley Rhoades
- 2007: Guardian of the Spirit (Seirei no Moribito, Serie) – für Mayumi Asano … als Touya

als Schauspieler
- 2006: Am Ende des Schweigens (Fernsehfilm)
- 2008: Freiwild. Ein Würzburg-Krimi (Fernsehreihe)
- 2014: Von jetzt an kein Zurück
- 2015: Tatort: Blutschuld (Fernsehreihe)
- 2021: Kroymann (Satiresendung, 1 Folge)

## Theater (Auswahl)
- 2012: Burgtheater, „Yellow Moon – Die Ballade von Leila und Lee“[2] von David Greig, Regie: Peter Raffalt